# National-radikala lägret (1934)
National-radikala lägret (polska: Obóz Narodowo Radykalny, ONR) var ett högerextremt, antikommunistiskt och nationalistiskt parti i Polen bildat 1934 av radikala utbrytare ur den nationalkonservativa rörelsen Nationell demokrati. Partiet inspirerades av den italienska fascismen och den tyska nazismen, och var även starkt antisemitiska.

## Splittring
Efter bara tre månader förbjöds partiet och gruppen splittrades i två nya organisationer, varav den ena tog sig namnet ONR-Falanga, då man influerades av det spanska Falangistpartiet, och den andra tog namnet ONR-ABC. Båda grupperna kom under andra världskriget att utgöra grunden för nationalistiska motståndsrörelser – ONR-Falanga bildade Nationella konfederationen och ONR-ABC omvandlades till Ödleförbundet.
1993 bildades en ny organisation med samma namn som betraktar sig själva som efterföljare till det ursprungliga ONR.